# Ермолино (Талдомский городской округ)
Ермолино  — деревня в Талдомском районе Московской области России. Административный центр муниципального образования сельское поселение Ермолинское.
Население — 937 чел. (2010).
Рядом с деревней находится Апсарёвское урочище, являющееся частью природного заказника «Журавлиная родина». Возле деревни проходит автотрасса, соединяющая Талдом и Нерль.
История Ермолино тесно связана с великим русским писателем М. Е. Салтыковым-Щедриным. В 1836 году его мать О. М. Салтыкова приобрела Ермолино у корнета Петра Александровича Нащокина и полковника Павла Александровича Нащокина. Деревня состояла из 33 дворов. Здесь помещица устроила себе усадьбу: выстроила дом и хозяйственные постройки, разбила сад и парк, вырыла пруд. Ермолино стало впоследствии постоянным местопребыванием Салтыковой. Сюда неоднократно в разные годы приезжал Салтыков-Щедрин. Следы ермолинских впечатлений обнаруживаются в ряде произведений писателя; так, в романе «Пошехонская старина» черты Ермолина угадываются в описании села Бубново. Сейчас о тех временах напоминают только остатки господского парка и пруд, который среди местных жителей называется «Барский».
В деревне имеются магазины, отделение связи, дом культуры, библиотека, медпункт, школа, детский сад, футбольный клуб, общественная баня, МФЦ. В Ермолинской школе работает музей им. Салтыкова-Щедрина. За домом № 14 в 1960-1990 годах было неофициально закреплено название "Дом учителя" в связи с тем, что в этом доме государством выдавались квартиры для учителей Ермолинской школы, и дом долгое время был заселен преимущественно педагогическим составом школы.
В 1994—2006 годах Ермолино было центром Ермолинского сельского округа.

## Население
| 1859 | 1888 | 1926 | 2002 | 2006 | 2010 |
| ---- | ---- | ---- | ---- | ---- | ---- |
| 306  | ↘282 | ↘230 | ↗815 | ↗966 | ↘937 |